# نجيب الريس
 نجيب محمود الريس هو صحفي سياسي، وناشر، ومفكر سوري (1898 - 1952).

## نشأته
ولد نجيب الريس سنة 1898 في مدينة حماة السورية وتلقى علومه الأولية في مدارسها الخاصة ثم ارتحل عنها إلى مدينة حمص مع والده، الذي تم تعيينه رئيساً لشرطة المدينة، حيث تابع دراسته على أيدي كبار أساتذة اللغة العربية والدين.

## عمله الصحفي
قصد الريس دمشق عام 1919 وجعلها مقره وعمل في الصحافة السورية وراسل بعدها عدداً من الصحف اللبنانية من بينها «الأحرار» و«النهار» ثم انتقل إلى إصدار جريدة القبس عام 1928 فكانت ديواناً للحركة القومية وسجلاً للنهضة الوطنية في سورية وفي الأقطار العربية، وأصبحت القبس من أشهر الصحف السورية وأكثرها تمتعاً بثقة أبناء الشعب السوري. اندمجت جريدة القبس عام 1953 مع «جريدة العلم» الدمشقية لـ عزة حصرية عند إصدار قرار الرئيس «أديب الشيشكلي» بدمج كل صحيفتين في البلاد في صحيفة واحدة، وأصدرت باسم جريدة الزمان عام 1952. انفصلت بعد ذلك عن صحيفة العلم عند انتهاء قرار الاندماج. اقترح فيما بعد ورثة «الريس» وعزة حصرية دمج الصحيفتين دمجاً اختيارياً وبالاتفاق بينهما، وأصدر العدد الأول عام 1954 باسم«القبس العلم» لكنها سرعان ما عادت لتصدر مستقلة.

## نضاله الوطني
وقد اشتهر نجيب الريس بالإضافة إلى تميزه في العمل الصحفي بنضاله في الحقل الوطني، فكانت افتتاحياته سياطاً من نار، على المستعمر الفرنسي، ولذلك كانت «القبس» تعطل المرة تلو المرة حتى انتهى الأمر بدفعه ثمنا كبيراً لذلك سجناً ونفياً من قبل السلطات الفرنسية. كما اكتسب شهرة واسعة عبر نشيده الوطني الشهير «يا ظلام السجن|يا ظلام السجن خيّم» الذي نظمه في المنفى في جزيرة أرواد التي نفاه إليها الانتداب الفرنسي عام 1922. وفي الفترة الواقعة ما بين 1920 و 1943 كان نجيب الريس نزيل السجون والمعتقلات والمنافي في قلعة دمشق، المزة، وحلب، وبيروت، وراشيا، وغيرها حتى بلغ مجموع ما قضاه من عمره في السجون نحو ثماني سنوات.
كان الريس حراً نبيلاً ذا مبادئ لذا انتخبه أبناء دمشق عام 1943 نائباً عنهم على قائمة الرئيس شكري القوتلي أربع سنوات، واشتهر في البرلمان خطيباً مفوهاً جريئاً في الدفاع عن قضايا البلاد ومصالح الشعب، ولم يرشح نفسه للانتخابات بعدها، وانقطع لجريدته يكتب ويطالب بالمحافظة على الاستقلال وصيانته، مفضلاً العمل الصحفي على العمل النيابي، مطالباً الحكومات بتعزيز الاقتصاد وتدعيم الزراعة والصناعة وزيادة الإنتاج.

## قصيدة يا ظلام السجن
يا ظلام السجن هو عنوان قصيدة نظمها الصّحفي السّوري نجيب الريس في عام 1922 عندما كان سجينًا في سجن جزيرة أرواد على الساحل السوري (بالقرب من طرطوس) وكان الريّس من المعارضين للانتداب الفرنسي على سوريا
هذه القصيدة على وزن مجزوء الرّمَل تم تلحينها من قبل الملحّن الكبير محمد فليفل وصارت أغنية تحمل نفس الاسم:

## وفاته
واصل الريس عمله في الصحافة إلى أن شعر ببعض التعب فقصد حمامات الحمة السورية للاستشفاء ومكث فيها بضعة عشر يوماً، ثم عاد منها تعباً وعالجه نفر من مهرة الأطباء وتماثل من المرض إلا أن المنية عاجلته فدفن في دمشق.

## مؤلفاته
كتاب «نضال» هو أول كتاب صدر لنجيب الريس سنة 1934 في مطبعة القبس بدمشق وقد جمع عددا من مقالاته التي تناولت أحداثا مهمة في تلك الفترة وأعيد الآن نشر الكتاب دون أي تعديل إذ استمر على الصورة التي ظهر بها في طبعته الأولى. 
ووصف هذا الكتاب الذي يقع في 366 صفحة متوسطة بأنه يعتبر نموذجا لأسلوب نجيب الريس «الحار والخاص الذي كان يمارسه في جريدته» القبس«ودليلا على مواقفه السياسية الوطنية في الدفاع عن استقلال سوريا ووحدتها». 
أما الكتاب الثاني لنجيب الريس «جراح» فقد صدر بعد وفاته بأشهر قليلة عام 1952 وأعيد طبعه بعد ما يقارب ست وخمسين سنة دون أي تعديل أو تنقيح. وتروي مقالات هذا الكتاب الذي يقع في 220 صفحة متوسطة الحجم أحداث سوريا بين سنة 1935 وسنة 1945 «حيث كانت الحياة السياسية السورية صاخبة وحافلة بالثورات والنضال ضد الاستعمار والمطالبة بوحدة البلاد واستقلالها». 
أما كتاب «القبس المضيء» الكتاب العاشر في سلسلة «الأعمال المختارة» التي أصدرتها دار رياض الريس سنة 1994 فهو «كتاب عن نجيب الريس وبقلمه». ويضم الكتاب الذي اشتمل على 470 صفحة كبيرة بعض ما نشر عن نجيب الريس في حياته وبعد وفاته إلى جانب ما كتبه هو من متفرقات «في الصحافة اللبنانية تحديدا مما يلقي أضواء جديدة على حياته ومواقفه». وتابعت دار النشر تقول «وقد أضيف إلى هذا الكتاب بطبعته الجديدة بعض المقالات والصور التي غابت عن الطبعة الأساسية».